# Michelbach (Basse-Autriche)
Michelbach est une commune autrichienne du district de Sankt Pölten-Land en Basse-Autriche.